# Ismenia aestivalis
Ismenia aestivalis är en tvåvingeart som beskrevs av Robineau-desvoidy 1863. Ismenia aestivalis ingår i släktet Ismenia och familjen parasitflugor.
Artens utbredningsområde är Frankrike. Inga underarter finns listade i Catalogue of Life.